# NBC Symphony Orchestra
La NBC Symphony Orchestra era un'orchestra sinfonica istituita da David Sarnoff, il presidente della Radio Corporation of America, in particolare per il celebre direttore d'orchestra Arturo Toscanini.
La NBC Symphony effettuò trasmissioni radiofoniche settimanali di concerti con Toscanini ed altri direttori e servì come orchestra di riferimento per la rete NBC. La prima trasmissione dell'orchestra avvenne il 13 novembre 1937 e continuò fino a quando non si sciolse nel 1954. Fece seguito un nuovo complesso, indipendente dalla rete, chiamato "'Symphony of the Air'". Era costituito da ex membri della NBC Symphony Orchestra e si esibì dal 1954 fino al 1963, in particolare sotto la direzione di Leopold Stokowski.

## Storia
Tom Lewis, nell'Organizzazione degli Storici Americani Magazine of History, descrisse il piano della NBC per la programmazione culturale e le origini della NBC Symphony:
David Sarnoff, che per primo aveva proposto la "radio music box" nel 1916 in modo che gli ascoltatori potessero godere di "concerti, conferenze, musica, recital," sentì che il mezzo non riusciva nell'intento. Nel 1937 la RCA si era ripresa abbastanza bene dagli effetti della depressione per assumere un impegno drammatico per la programmazione culturale. Con le condizioni più generose possibili Sarnoff assunse Arturo Toscanini per creare un'intera orchestra e dirigerla. La notte di Natale del 1937 l'orchestra NBC diede la sua prima rappresentazione, il Concerto Grosso in re minore di Vivaldi, in uno studio completamente rinnovato alla NBC situato in un edificio della RCA. "La National Broadcasting Company è un'organizzazione d'affari americana. Ha dipendenti e azionisti. Serve meglio i propri interessi quando serve al meglio il proprio pubblico." Quella notte di Natale, e ogni volta che l'orchestra della NBC suonò nel corso dei successivi 17 anni, ebbe ragione.
Sarnoff dedicò notevoli sforzi e risorse per creare un'orchestra di prim'ordine per Toscanini e la NBC. Artur Rodziński, un noto assemblatore di orchestre ed esperto in proprio nell'assegnazione delle funzioni musicali, era impegnato a plasmare e formare la nuova orchestra in previsione dell'arrivo di Toscanini. Offrì gli stipendi più alti di qualsiasi altra orchestra al momento ed un contratto di 52 settimane. Furono reclutati musicisti di spicco, provenienti da importanti orchestre in tutto il paese e fu assunto anche il direttore Pierre Monteux per lavorare con l'orchestra nei suoi mesi di formazione. Fu costruito un nuovo studio di trasmissione di grandi dimensioni per l'orchestra alla NBC Radio City Studios del Rockefeller Center, New York, lo "Studio 8-H". Oltre a creare prestigio per la rete, vi fu la l'ipotesi che una delle ragioni per la creazione dell'orchestra NBC sia stata quella di deviare un'inchiesta del Congresso sugli standard di trasmissione.
Il primo concerto trasmesso dall'orchestra andò in onda il 13 novembre 1937 sotto la direzione di Monteux. Toscanini diresse dieci concerti in quella prima stagione, debuttando alla NBC il 25 dicembre 1937. Oltre alle trasmissioni settimanali sulle reti Rosso e Blu della NBC, la NBC Symphony Orchestra fece molte registrazioni per la RCA Victor. I concerti televisivi ebbero inizio nel marzo 1948 e continuarono fino a marzo 1952. Durante l'estate del 1950 la NBC convertì lo Studio 8-H in uno studio televisivo (la sede di trasmissione del programma a tarda notte della NBC Saturday Night Live fin dal 1975) e si trasferirono le trasmissioni dei concerti alla Carnegie Hall, dove molte delle sessioni di registrazione dell'orchestra e concerti speciali avevano già avuto luogo.
Leopold Stokowski prestò servizio come direttore principale dal 1941 al 1944 con un contratto di tre anni a seguito di una controversia tra Toscanini e la NBC. Durante questo periodo Toscanini continuò a dirigere l'orchestra in una serie di concerti di pubblica utilità come conforto durante la guerra. Tornò come co-conduttore di Stokowski per le stagioni 1942-43 e 1943-44, riprendendo il controllo completo da allora in poi. Al momento del pensionamento di Toscanini, nella primavera del 1954, la NBC sciolse ufficialmente l'orchestra, con grande disappunto di Toscanini, anche se continuò per diversi anni come indipendente dalla NBC, col nome di Symphony of the Air. La trasmissione finale di un concerto di Toscanini con l'orchestra ebbe luogo alla Carnegie Hall il 4 aprile 1954 e diresse l'orchestra per l'ultima volta durante le sessioni di registrazione RCA Victor tenute il 3 e 5 giugno 1954.

### Musicisti
Alcuni musicisti importanti che erano membri dell'orchestra sono i violinisti Samuel Antek, Henry Clifton, Felix Galimir, Josef Gingold, Daniel Guilet (primo violino 1952-54), Harry Lookofsky, Mischa Mischakoff (primo violino 1937-1952), Albert Pratz, David Sarser, Oscar Shumsky, Herman Spielberg, Boris Koutzen e Andor Toth; i violisti Carlton Cooley, Milton Katims, William Primrose, e Tibor Serly; i violoncellisti Frank Miller, Leonard Rose, Harvey Shapiro, Alan Shulman, George Koutzen e David Soyer; contrabbassisti Homer Mensch e Oscar G. Zimmerman; i flautisti Carmine Coppola, Arthur Lora e Paul Renzi; i iclarinettisti Augustin Duques, Al Gallodoro, David Weber e Alexander Williams; il sassofonista Frankie Trumbauer; gli oboisti Robert Bloom e Paolo Renzi; i fagotti Elias Carmen, Benjamin Kohon, William Polisi, Leonard Sharrow e Arthur Weisberg; al corno francese Arthur Berv, Harry Berv, Jack Berv e Albert Stagliano; Harry Glantz, tromba e tuba William Bell, fra gli altri.
Non tutti i musicisti della NBC Symphony erano sotto contratto a tempo pieno alla NBC. Nei primi anni 1950, per esempio, solo circa 55 di questi musicisti furono stipendiati; i rimanenti erano assunti sulla base di contratti a prestazione (in linea con la scala salariale della Local 802 American Federation of Musicians) per portare le esecuzioni dell'Orchestra e le capacità di registrazione fino alle 85-100 viste nelle fotografie d'epoca e nelle riprese video. Anche per i membri stipendiati, i doveri con la NBC Symphony costituivano appena la metà dei loro obblighi di lavoro con la NBC; questi musicisti suonavano in orchestre per altri programmi radiofonici e televisivi della NBC, con molti dei musicisti dei fiati che prestavano servizio anche con le Cities Service "Band of America" dirette da Paul Lavalle.

## Sponsorizzazioni
In parecchie delle prime stagioni le trasmissioni della NBC Symphony erano programmi "di promozione", nel senso che erano pagati e rappresentati dalla NBC stessa. Negli anni successivi le trasmissioni furono sponsorizzate commercialmente, soprattutto dalla General Motors. Sotto la sponsorizzazione della GM le trasmissioni della NBC Symphony uscirono sotto il titolo di General Motors Symphony of the Air, da non confondere con l'orchestra che venne più tardi, con lo stesso nome. Altri sponsor erano la House of Squibb, la Reynolds Metals Company, e la Socony Vacuum Oil Company.

## Incisioni
La RCA Victor iniziò a fare registrazioni in studio della NBC Symphony per la pubblicazione all'inizio del 1938; la Sinfonia n. 40 di Mozart, la Sinfonia n. 88 di Franz Joseph Haydn e il secondo e il terzo movimento dal Quartetto d'Archi Op. 135 di Beethoven furono tra i primi lavori ad essere registrati. L'orchestra registrava inizialmente nello Studio 8-H, ma il produttore Charles O'Connell presto decise di tenere la maggior parte delle sessioni di registrazione in studio alla Carnegie Hall. Tuttavia, molti spettacoli televisivi dal vivo, originati allo Studio 8H furono pubblicati anche su dischi, e successivamente su CD. L'infame acustica incolore dello Studio 8-H, progettato per le trasmissioni, fu considerata non proprio ideale per la registrazione. Furono pensate delle modifiche acustiche nel 1939 che migliorarono notevolmente il suono dello Studio 8H; anche se la maggior parte delle sessioni di registrazione della NBC Symphony erano state spostate alla Carnegie Hall nel 1940, alcune sessioni si svolsero ancora lì addirittura nel giugno del 1950, quando l'8-H fu trasformato in uno studio televisivo. Dall'autunno del 1950 fino al 1954, tutte le trasmissioni radio NBC Symphony e le sessioni di registrazione della RCA Victor ebbero luogo alla Carnegie Hall.
RCA Victor pubblicò registrazioni dell'orchestra sulla sua etichetta ammiraglia Red Seal su dischi allora standard 78-rpm. Nel 1950 una registrazione del 1945 della Grand Canyon Suite di Ferde Grofé divenne la prima versione LP (LM-1004) della NBC Symphony. Colonna portante del catalogo Red Seal di RCA Victor fino al 1950, molte delle registrazioni Toscanini/NBC Symphony furono successivamente ristampate con l'etichetta RCA Victrola a basso prezzo a partire dagli anni 1960. Nel 1980 la RCA iniziò la rimasterizzazione digitale delle registrazioni dell'orchestra per l'uscita su Compact Disc. Una ristampa completa di tutte le registrazioni RCA Victor di Toscanini è stata pubblicata su CD e cassette, tra il 1990 e il 1992 e di nuovo nel 2012. In seguito i progressi della tecnologia digitale hanno portato RCA (ora di proprietà di Sony Music) a rivendicare un ulteriore miglioramento del suono dei nastri magnetici per le ristampe successive, cambiando gli equilibri di equalizzazione originali e aggiungendo il miglioramento acustico, ma i critici sono divisi nel loro giudizio. RCA ha ristampato solo le registrazioni che sono state personalmente approvate da Toscanini, tra cui alcune esecuzioni di trasmissioni, come le sette opere complete che diresse alla NBC tra il 1944 e il 1954; tuttavia, diverse altre etichette hanno pubblicato dischi tratti da registrazioni fuori onda di concerti trasmessi dalla NBC. Gli ultimi due programmi trasmessi di Toscanini nella primavera del 1954, furono sperimentalmente registrati in stereo, ma Toscanini non approvò la loro pubblicazione; passarono molti anni prima che fossero finalmente pubblicati da etichette diverse dalla RCA Victor. Registrato nel suono a due canali piuttosto primitivo e "minimalista", l'effetto stereo antiphonal è sorprendente (se grezzo); l'esecuzione integrale del 21 marzo 1954 della Sinfonia n. 6 ("Patetica") di Tchaikovsky non è del tutto stereo come il nastro master a 2 tracce di tutto il terzo movimento Allegro molto vivace, che non è evidentemente sopravvissuto; viene utilizzata una sintesi stereo artificiale.
La serie completa di dieci trasmissioni televisive NBC Symphony è stato pubblicata su VHS e LaserDisc dalla RCA nel 1990 e in DVD da Testament nel 2006. Mentre i video sono tratti da primitivi filmati del cinescopio, le tracce audio sono state accuratamente sincronizzate dalle trascrizioni e dai nastri a più alta fedeltà che esistono.
Uno dei progetti più ambiziosi della NBC Symphony Orchestra è stata la registrazione della colonna sonora di 13 ore per le serie 1952-1953 Victory at Sea della NBC Television. Robert Russell Bennett diresse l'orchestra nei suoi arrangiamenti di temi musicali Richard Rodgers per 26 programmi di documentari (registrati nel Teatro Centrale del Rockefeller Center). La serie è attualmente disponibile su DVD. Il primo LP RCA Victor di estratti fu registrato da Bennett e dai musicisti della NBC SO nel mese di luglio 1953. Bennett avrebbe poi diretto le registrazioni stereo del "Volume 2" nel 1957, un rifacimento del "Volume 1" nel 1959, ed un conclusivo "Volume 3" nel 1961, dirigendo la "RCA Victor Symphony Orchestra" (membri della Symphony of the Air). RCA ha ristampato tutte queste registrazioni su CD.
Nel 1954, poco dopo i concerti finali dell'orchestra con Toscanini, Stokowski effettuò registrazioni stereo per la RCA Victor di brani tratti dal balletto di Prokofiev Romeo e Giulietta e del balletto di Gian Carlo Menotti Sebastian. Le registrazioni sono state originariamente pubblicate (mono) come "Leopold Stokowski e la sua orchestra", ma ristampate come "membri della NBC Symphony Orchestra". Il 6 aprile 1954, appena due giorni dopo il concerto finale di Toscanini con l'orchestra, Guido Cantelli ha fatto una registrazione alla Carnegie Hall della "Sinfonia in re minore" di César Franck. La performance fu pubblicata inizialmente in mono dalla RCA Victor, ma un mix stereo fu pubblicato in LP dalla RCA nel 1978; alla fine è stato ristampato su CD.

## Symphony of the Air
Dopo che la NBC Symphony Orchestra si era sciolta, alcuni membri hanno continuato a suonare con altre orchestre, in particolare Frank Miller (violoncello) e Leonard Sharrow (fagotto) con la Chicago Symphony Orchestra. Tuttavia, molti ex membri della NBC Symphony, nel tentativo di stare insieme e preservare l'orchestra, si raggrupparono come un nuovo gruppo chiamato "Symphony of the Air". Fecero la loro prima registrazione il 21 settembre 1954 e diedero il loro primo concerto pubblico presso le Nazioni Unite per la Celebrazione del 9º anniversario il 24 ottobre. Il 14 novembre apparvero nel famoso programma televisivo Omnibus, in cui Leonard Bernstein, facendo la sua prima apparizione televisiva, discuteva la Quinta Sinfonia di Beethoven e Bernstein diresse la Symphony of the Air nel corso della sua prima stagione. Con un tour asiatico patrocinato dal Dipartimento di Stato ed una presenza di 60.000 spettatori ai concerti nelle Catskills quell'estate, la prima stagione fu un enorme successo.
Per quasi un decennio la Symphony of the Air eseguì numerosi concerti diretti da Stokowski, direttore musicale dell'orchestra dal 1955. L'orchestra effettuò molte registrazioni discografiche (su Columbia, RCA Victor, United Artists e Vanguard) con importanti direttori, tra cui Stokowski, Bernstein, Monteux, Fritz Reiner, Bruno Walter, Kirill Kondrashin, Sir Thomas Beecham, Alfred Wallenstein,  Igor Markevitch e Josef Krips. Usarono il loro vecchio nome, NBC Symphony Orchestra, solo una volta, nel 1963 in occasione della realizzazione televisiva dell'opera Amahl and the Night Visitors di Gian Carlo Menotti. Si trattava di una nuova registrazione dell'opera, in origine commissionata proprio dalla NBC, che essendo proprietaria del nome lo uso, sfruttando la celebrità che tale nome aveva acquisito negli anni di Toscanini. L'orchestra si sciolse nel 1963.

## Selezione di brani
- La forza del destino - Ouverture, su m.youtube.com.
- Toscanini and NBC Symphony Orchestra (1947): Berlioz' The Damnation of Faust (13 minutes)
- Toscanini and NBC Symphony Orchestra (1953): Beethoven's Eroica, Third Movement